# Helianthus argophyllus
Espèce
Helianthus argophyllus est une espèce de plantes à fleurs de la famille des Asteraceae. C'est un tournesol nord-américain. Son aire de répartition naturelle est la région côtière du Texas, mais il a été naturalisé dans de nombreux autres États et pays,. 
Le terme argophyllus ("feuille d'argent") fait référence à l'aspect duveteux et brillant de ses feuilles. 

## Description
Helianthus argophyllus est une plante herbacée annuelle pouvant atteindre 3 m de haut. Ses feuilles et sa tige sont recouvertes de fins poils qui lui donnent son aspect argenté. 
Une plante produit généralement d'un à cinq capitules. Chaque capitule est composé de 15 à 20 fleurons ligulés, entourant environ 150 fleurons fertiles. 
Il est adapté aux sols sableux des régions côtières, de faible pluviométrie et de salinité modérée : il peut donc être cultivé dans des régions semi-arides. Ces caractéristiques en font une ressource de choix pour l'introgression de caractères de tolérance à la sécheresse chez le tournesol cultivé (Helianthus annuus)
Son aspect argenté et sa taille imposante présentent également un intérêt ornemental pour des jardins secs.
Comme toutes les espèces du genre, il est mellifère et attire de nombreuses espèces de pollinisateurs.